# Junki Kanayama
Junki Kanayama (金山 隼樹 Kanayama Junki?), född 12 juni 1988 i Shimane prefektur, är en japansk fotbollsspelare.
Kanayama började sin karriär 2011 i V-Varen Nagasaki. Han spelade 48 ligamatcher för klubben. 2014 flyttade han till Consadole Sapporo (Hokkaido Consadole Sapporo). 2018 flyttade han till Fagiano Okayama.